# Mare Anguis
Mare Anguis (lateinisch für „Schlangen-Meer“) ist ein kleines Mondmeer.
Es befindet sich am nordöstlichen Rand des Mare Crisium. 
Die Oberfläche ist dunkel, da sie mit vulkanischem Basalt gefüllt ist.